# Comtat de Beckham
|  | Aquest article tracta sobre l'únic comtat existent avui en dia amb aquest nom. Vegeu-ne altres significats a «Comtat de Beckham (Kentucky)». |

El Comtat de Beckham (en anglès: Beckham County) és un comtat localitzat a l'oest de l'estat estatunidenc d'Oklahoma. Tenia una població de 22.119 habitants segons el cens dels Estats Units del 2010. La seu de comtat és Sayre i la ciutat més poblada és Elk City. El Comtat de Beckham va ser fundat quan Oklahoma va esdevenir estat el 1907 i va ser anomenat per J. C. W. Beckham, Governador de Kentucky i primera persona popularment votada per a ser membre del Senat dels Estats Units per a Kentucky.

## Història
Després d'una disputa sobre el Tractat d'Adams-Onís de 1819, ambdós els governs dels Estats Units i l'estat de Texas van proclamar seus un territori d'uns 6.100 quilòmetres quadrats aleshores conegut com a Comtat de Greer (Texas). Va haver-hi litigi, i en el cas de United States v. State of Texas 162 U.S. 1 (1896), publicat el 16 de març, la Cort Suprema, tenint jurisdicció original sobre el cas, va decidir en favor dels Estats Units. Aleshores el comtat fou assignat al Territori d'Oklahoma el 4 de maig de 1896, i quan Oklahoma va esdevenir estat, en addició a formar part del Comtat de Beckham, la regió va ser també dividida en els comtats de Greer, Harmon i Jackson.

## Geografia
Segons l'Oficina del Cens dels Estats Units, el comtat tenia una àrea total de 2.342 quilòmetres quadrats, dels quals 2.337 quilòmetres quadrats són terra i 5 quilòmetres quadrats (0,26%) són aigua.

### Autovies principals
- Interstate 40
- U.S. Highway 283
- State Highway 6
- State Highway 30
- State Highway 34
- State Highway 55

### Comtats adjacents
|  |  |  |
|  |  |  |
|  |  |  |

## Demografia

Piràmide de població del Comtat de Beckham (2000)

Segons el cens del 2000, hi havia 19.799 habitants, 7.356 llars i 5.002 famílies residint en el comtat. La densitat de població era d'unes 8 persones per quilòmetre quadrat. Hi havia 8.796 cases en una densitat d'unes 4 per quilòmetre quadrat. La composició racial del comtat era d'un 87,05% blancs, un 5,55% negres, un 2,58% natius americans, un 0,41% asiàtics, un 0,02% illencs pacífics, un 2,24% d'altres races i un 2,16% de dos o més races. Un 5,45% de la població eren hispànics o llatinoamericans de qualsevol raça.
Hi havia 7.356 llars de les quals un 32,30% tenien menors de 18 anys vivint-hi, un 53,80% eren parelles casades vivint juntes, un 10,40% eren dones vivint soles i un 32,00% no eren famílies. En un 28,50% de totes les llars sol hi vivia una persona i en un 13,50% hi vivia algú sol o sola major de 64 anys. De mitjana, la mida de la casa era de 2,44 persones i de família era de 2,99 persones.
Pel comtat la població s'estenia en un 24,10% menors de 18 anys, un 9,80% de 18 a 24 anys, un 29,60% de 25 a 44 anys, un 21,10% de 45 a 64 anys, i un 15,50% majors de 64 anys. L'edat mediana era de 37 anys. Per cada 100 dones hi havia 109,60 homes. Per cada 100 dones d'edat 18 o més hi havia 111,80 homes.
L'ingrés anual de mediana per llar era de 27.402 $, i l'ingrés anual de mediana per a família era de 34.315 $. Els homes tenien un ingrés anual de mediana de 26.387 $ mentre que les dones en tenien de 18.945 $. La renda per capita del comtat era de 14.488 $. Un 14,30% de les famílies i un 18,20% de la població estaven per sota del llindar de la pobresa, incloent-hi dels quals un 24,80% menors de 18 anys i un 9,10% majors de 64 anys.

## Entitats de població

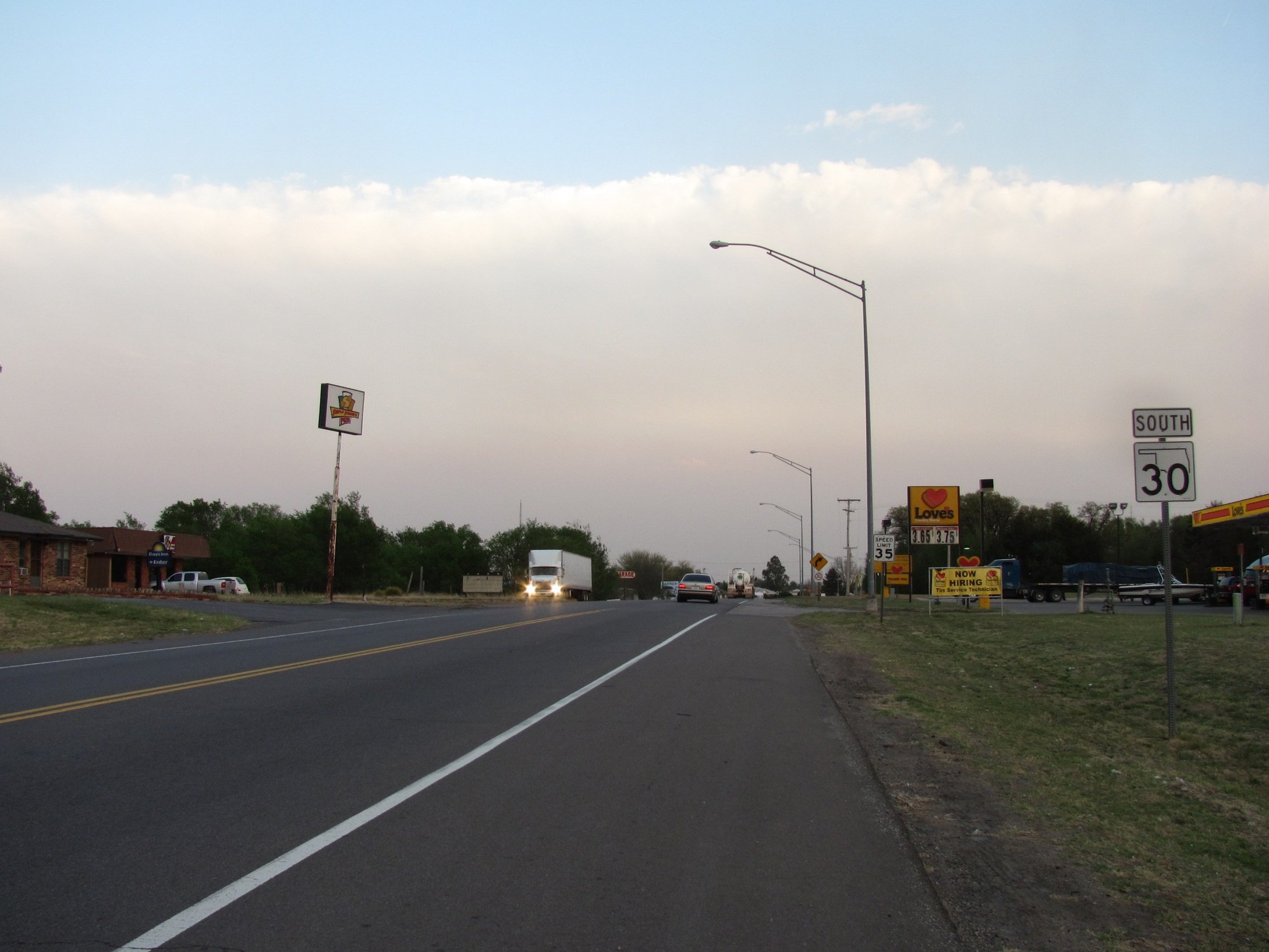
Autovia State Highway 30 passant per la ciutat d'Erick

| - Carter - Delhi - Elk City - Erick - Hext - Mayfield | - Merritt - New Liberty - Sayre - Sweetwater - Texola |